# サヴォイア・マルケッティ SM.81
SM.81 ピピストレッロ
北アフリカで運用されるSM.81（手前の機体）
- 用途：爆撃機、輸送機
- 製造者：サヴォイア・マルケッティ
- 運用者：イタリア空軍、スペイン空軍
- 初飛行：1934年
- 生産数：534機
- 生産開始：1935年
- 退役：1944年

サヴォイア・マルケッティ SM.81 ピピストレッロ （Savoia-Marchetti SM.81 Pipistrello） は第二次世界大戦時にイタリア空軍 （Regia Aeronautica） の爆撃および輸送の任を受け持った3発機。サヴォイア・マルケッティが開発し、1935年から534機が生産された。ピピストレッロ（Pipistrello）は、イタリア語で「コウモリ」のことである。
SM.81はサヴォイア・マルケッティ SM.73の軍用機型として設計が進められ、国際情勢の危局を迎えたため実用化が急がれた。動力であるエンジンは生産された時期によって異なり、アルファロメオ 125 （Alfa Romeo 125, 126） やノーム・ローヌ 14K （Gnome-Rhône 14K）, ピアッジョ P.X （Piaggio P.X, P.XI） などが採用された。第二次エチオピア戦争 （Guerra d'Etiopia） で初陣を飾り、スペイン内戦 （Guerra civile spagnola） ではイタリア空軍のみならず、フランコ率いるスペイン空軍の爆撃部隊の一角を担った。第二次世界大戦の開戦時には爆撃機としての能力は二線級であったが、信頼性も高く最も融通の利く機材として1944年まで使用された。

## 性能諸元
- 乗員： 6 名
- 全長： 18.3 m
- 全幅： 24 m
- 全高： 4.3 m
- 翼面積： 92.2 m2
- 空虚重量： 6,800 kg
- 全備重量： 9,300 kg
- 最大離陸重量： 10,505 kg
- エンジン： ピアッジョ P.X RC.15 （またはアルファロメオ 125 RC.35、同126 RC.34、ノーム・ローヌ 14K） 空冷星型 670 hp × 3
- 最大速度： 320-347 km/h
- 巡航速度： 260 km/h
- 航続距離： 2,000 km（フェリー）、1,500 km（作戦時）
- 上昇限度： 7,000 m
- 翼面荷重： 101 kg/m2
- 武装： 7.7 mmブレダ機銃 × 6
- 爆装： 最大 2,000 kg